# 24h Le Mans 1990

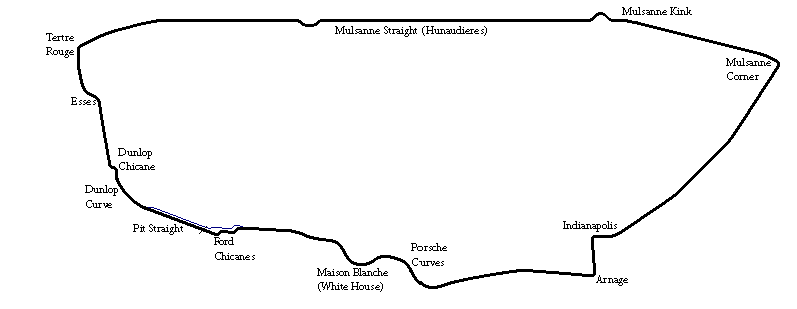
Tor Circuit de la Sarthe

24h Le Mans 1990 – 24–godzinny wyścig rozegrany na torze Circuit de la Sarthe w dniach 16–17 czerwca 1990 roku.

## Wyniki
Źródło: experiencelemans.com
| Poz.  | Klasa | Nr  | Zespół                                | Kierowcy                                                 | Nadwozie                           | Opony | Okr. |
| Poz.  | Klasa | Nr  | Zespół                                | Kierowcy                                                 | Silnik                             | Opony | Okr. |
| ----- | ----- | --- | ------------------------------------- | -------------------------------------------------------- | ---------------------------------- | ----- | ---- |
| 1     | C1    | 3   | Silk Cut Jaguar Tom Walkinshaw Racing | John Nielsen Price Cobb Martin Brundle                   | Jaguar XJR-12                      | G     | 359  |
| 1     | C1    | 3   | Silk Cut Jaguar Tom Walkinshaw Racing | John Nielsen Price Cobb Martin Brundle                   | Jaguar 7.0L V12                    | G     | 359  |
| 2     | C1    | 2   | Silk Cut Jaguar Tom Walkinshaw Racing | Jan Lammers Andy Wallace Franz Konrad                    | Jaguar XJR-12                      | G     | 355  |
| 2     | C1    | 2   | Silk Cut Jaguar Tom Walkinshaw Racing | Jan Lammers Andy Wallace Franz Konrad                    | Jaguar 7.0L V12                    | G     | 355  |
| 3     | C1    | 45  | Alpha Racing Team                     | Tiff Needell David Sears Anthony Reid                    | Porsche 962C                       | Y     | 352  |
| 3     | C1    | 45  | Alpha Racing Team                     | Tiff Needell David Sears Anthony Reid                    | Porsche Type-935 3.0L Turbo Flat-6 | Y     | 352  |
| 4     | C1    | 7   | Joest Porsche Racing                  | Hans-Joachim Stuck Derek Bell Frank Jelinski             | Porsche 962C                       | M     | 350  |
| 4     | C1    | 7   | Joest Porsche Racing                  | Hans-Joachim Stuck Derek Bell Frank Jelinski             | Porsche Type-935 3.0L Turbo Flat-6 | M     | 350  |
| 5     | C1    | 23  | Nissan Motorsports International      | Masahiro Hasemi Kazuyoshi Hoshino Toshio Suzuki          | Nissan R90CP                       | D     | 348  |
| 5     | C1    | 23  | Nissan Motorsports International      | Masahiro Hasemi Kazuyoshi Hoshino Toshio Suzuki          | Nissan VRH35Z 3.5L Turbo V8        | D     | 348  |
| 6     | C1    | 36  | Toyota Team TOM’s                     | Geoff Lees Masanori Sekiya Hitoshi Ogawa                 | Toyota 90C-V                       | B     | 347  |
| 6     | C1    | 36  | Toyota Team TOM’s                     | Geoff Lees Masanori Sekiya Hitoshi Ogawa                 | Toyota R32V 3.2L Turbo V8          | B     | 347  |
| 7     | C1    | 13  | Courage Compétition                   | Pascal Fabre Michel Trollé Lionel Robert                 | Cougar C24S                        | G     | 347  |
| 7     | C1    | 13  | Courage Compétition                   | Pascal Fabre Michel Trollé Lionel Robert                 | Porsche Type-935 3.0L Turbo Flat-6 | G     | 347  |
| 8     | C1    | 9   | Joest Porsche Racing                  | Louis Krages Stanley Dickens Bob Wollek                  | Porsche 962C                       | M     | 346  |
| 8     | C1    | 9   | Joest Porsche Racing                  | Louis Krages Stanley Dickens Bob Wollek                  | Porsche Type-935 3.0L Turbo Flat-6 | M     | 346  |
| 9     | C1    | 27  | Obermaier Racing                      | Jürgen Lässig Pierre Yver Otto Altenbach                 | Porsche 962C                       | G     | 341  |
| 9     | C1    | 27  | Obermaier Racing                      | Jürgen Lässig Pierre Yver Otto Altenbach                 | Porsche Type-935 3.0L Turbo Flat-6 | G     | 341  |
| 10    | C1    | 15  | Brun Motorsport                       | Harald Huysman Massimo Sigala Bernard Santal             | Porsche 962C                       | Y     | 335  |
| 10    | C1    | 15  | Brun Motorsport                       | Harald Huysman Massimo Sigala Bernard Santal             | Porsche Type-935 3.0L Turbo Flat-6 | Y     | 335  |
| 11    | C1    | 44  | Richard Lloyd Racing                  | John Watson Bruno Giacomelli Allen Berg                  | Porsche 962C                       | G     | 335  |
| 11    | C1    | 44  | Richard Lloyd Racing                  | John Watson Bruno Giacomelli Allen Berg                  | Porsche Type-935 3.0L Turbo Flat-6 | G     | 335  |
| 12    | C1    | 33  | Team Schuppan Omron Racing            | Hurley Haywood Wayne Taylor Rickard Rydell               | Porsche 962C                       | D     | 332  |
| 12    | C1    | 33  | Team Schuppan Omron Racing            | Hurley Haywood Wayne Taylor Rickard Rydell               | Porsche Type-935 3.0L Turbo Flat-6 | D     | 332  |
| 13    | C1    | 63  | Trust Racing Team                     | George Fouché Steven Andskär Shunji Kasuya               | Porsche 962C                       | D     | 330  |
| 13    | C1    | 63  | Trust Racing Team                     | George Fouché Steven Andskär Shunji Kasuya               | Porsche Type-935 3.0L Turbo Flat-6 | D     | 330  |
| 14    | C1    | 6   | Joest Porsche Racing                  | Jean-Louis Ricci Henri Pescarolo Jacques Laffite         | Porsche 962C                       | G     | 328  |
| 14    | C1    | 6   | Joest Porsche Racing                  | Jean-Louis Ricci Henri Pescarolo Jacques Laffite         | Porsche Type-935 3.0L Turbo Flat-6 | G     | 328  |
| 15    | C1    | 55  | Team Schuppan Omron Racing            | Eje Elgh Thomas Danielsson Tomas Mezera                  | Porsche TS962                      | D     | 326  |
| 15    | C1    | 55  | Team Schuppan Omron Racing            | Eje Elgh Thomas Danielsson Tomas Mezera                  | Porsche Type-935 3.0L Turbo Flat-6 | D     | 326  |
| 16    | C1    | 11  | Porsche Kremer Racing                 | Patrick Gonin Philippe Alliot Bernard de Dryver          | Porsche 962CK6                     | Y     | 319  |
| 16    | C1    | 11  | Porsche Kremer Racing                 | Patrick Gonin Philippe Alliot Bernard de Dryver          | Porsche Type-935 3.0L Turbo Flat-6 | Y     | 319  |
| 17    | C1    | 84  | Nissan Performance Technology Inc.    | Steve Millen Michael Roe Bob Earl                        | Nissan R90CK                       | G     | 311  |
| 17    | C1    | 84  | Nissan Performance Technology Inc.    | Steve Millen Michael Roe Bob Earl                        | Nissan VRH35Z 3.5L Turbo V8        | G     | 311  |
| 18    | C1    | 21  | Spice Engineering                     | Fermín Vélez Tim Harvey Chris Hodgetts                   | Spice SE90C                        | G     | 308  |
| 18    | C1    | 21  | Spice Engineering                     | Fermín Vélez Tim Harvey Chris Hodgetts                   | Ford Cosworth DFZ 3.5L V8          | G     | 308  |
| 19    | C1    | 20  | Team Davey                            | Max Cohen-Olivar Giovanni Lavaggi Tim Lee-Davey          | Porsche 962C                       | D     | 306  |
| 19    | C1    | 20  | Team Davey                            | Max Cohen-Olivar Giovanni Lavaggi Tim Lee-Davey          | Porsche Type-935 3.0L Turbo Flat-6 | D     | 306  |
| 20    | GTP   | 203 | Mazdaspeed Co. Ltd.                   | Takashi Yorino Yoshimi Katayama Yōjirō Terada            | Mazda 767B                         | D     | 304  |
| 20    | GTP   | 203 | Mazdaspeed Co. Ltd.                   | Takashi Yorino Yoshimi Katayama Yōjirō Terada            | Mazda 13J 2.6L 4-Rotor             | D     | 304  |
| 21    | C2    | 116 | PC Automotive                         | Richard Piper Olindo Iacobelli Mike Youles               | Spice SE89C                        | G     | 304  |
| 21    | C2    | 116 | PC Automotive                         | Richard Piper Olindo Iacobelli Mike Youles               | Ford Cosworth DFL 3.3L V8          | G     | 304  |
| 22    | C1    | 82  | Courage Compétition                   | Hervé Regout Alain Cudini Costas Los                     | Nissan R89C                        | G     | 300  |
| 22    | C1    | 82  | Courage Compétition                   | Hervé Regout Alain Cudini Costas Los                     | Nissan VRH35Z 3.5L Turbo V8        | G     | 300  |
| 23    | C2    | 102 | Graff Racing                          | Xavier Lapeyre Jean-Philippe Grand Michel Maisonneuve    | Spice SE89C                        | G     | 291  |
| 23    | C2    | 102 | Graff Racing                          | Xavier Lapeyre Jean-Philippe Grand Michel Maisonneuve    | Ford Cosworth DFL 3.3L V8          | G     | 291  |
| 24    | C1    | 10  | Porsche Kremer Racing                 | Kunimitsu Takahashi Sarel van der Merwe Hideki Okada     | Porsche 962CK6                     | Y     | 279  |
| 24    | C1    | 10  | Porsche Kremer Racing                 | Kunimitsu Takahashi Sarel van der Merwe Hideki Okada     | Porsche Type-935 3.0L Turbo Flat-6 | Y     | 279  |
| 25    | C2    | 103 | Team Mako                             | Robbie Stirling James Shead Ross Hyett                   | Spice SE88C                        | G     | 274  |
| 25    | C2    | 103 | Team Mako                             | Robbie Stirling James Shead Ross Hyett                   | Ford Cosworth DFL 3.3L V8          | G     | 274  |
| 26    | C1    | 19  | Team Davey                            | Katsunori Iketani Patrick Trucco Pierre de Thoisy        | Porsche 962C                       | D     | 261  |
| 26    | C1    | 19  | Team Davey                            | Katsunori Iketani Patrick Trucco Pierre de Thoisy        | Porsche Type-935 3.0L Turbo Flat-6 | D     | 261  |
| 27    | C2    | 131 | GP Motorsport                         | Richard Jones Dudley Wood Stephen Hynes                  | Spice SE87C                        | G     | 260  |
| 27    | C2    | 131 | GP Motorsport                         | Richard Jones Dudley Wood Stephen Hynes                  | Ford Cosworth DFL 3.9L V8          | G     | 260  |
| 28    | C2    | 132 | GP Motorsport                         | Craig Simmiss Alistair Fenwick Alex Postan               | Tiga GC289                         | G     | 255  |
| 28    | C2    | 132 | GP Motorsport                         | Craig Simmiss Alistair Fenwick Alex Postan               | Ford Cosworth DFL 3.9L V8          | G     | 255  |
| 29 NU | C1    | 16  | Repsol Brun Motorsport                | Oscar Larrauri Jesús Pareja Walter Brun                  | Porsche 962C                       | Y     | 353  |
| 29 NU | C1    | 16  | Repsol Brun Motorsport                | Oscar Larrauri Jesús Pareja Walter Brun                  | Porsche Type-935 3.0L Turbo Flat-6 | Y     | 353  |
| 30 NU | C1    | 4   | Silk Cut Jaguar Tom Walkinshaw Racing | Davy Jones Michel Ferté Eliseo Salazar                   | Jaguar XJR-12                      | G     | 282  |
| 30 NU | C1    | 4   | Silk Cut Jaguar Tom Walkinshaw Racing | Davy Jones Michel Ferté Eliseo Salazar                   | Jaguar 7.0L V12                    | G     | 282  |
| 31 NU | C2    | 128 | Chamberlain Engineering               | Philippe de Henning Charles Zwolsman Robin Donovan       | Spice SE90C                        | G     | 255  |
| 31 NU | C2    | 128 | Chamberlain Engineering               | Philippe de Henning Charles Zwolsman Robin Donovan       | Ford Cosworth DFZ 3.5L V8          | G     | 255  |
| 32 NU | C1    | 83  | Nissan Performance Technology Inc.    | Geoff Brabham Chip Robinson Derek Daly                   | Nissan R90CK                       | G     | 251  |
| 32 NU | C1    | 83  | Nissan Performance Technology Inc.    | Geoff Brabham Chip Robinson Derek Daly                   | Nissan VRH35Z 3.5L Turbo V8        | G     | 251  |
| 33 NU | C1    | 38  | Toyota Team SARD                      | Pierre-Henri Raphanel Roland Ratzenberger Naoki Nagasaka | Toyota 90C-V                       | D     | 241  |
| 33 NU | C1    | 38  | Toyota Team SARD                      | Pierre-Henri Raphanel Roland Ratzenberger Naoki Nagasaka | Toyota R32V 3.2L Turbo V8          | D     | 241  |
| 34 NU | C1    | 1   | Silk Cut Jaguar Tom Walkinshaw Racing | Martin Brundle Alain Ferté David Leslie                  | Jaguar XJR-12                      | G     | 220  |
| 34 NU | C1    | 1   | Silk Cut Jaguar Tom Walkinshaw Racing | Martin Brundle Alain Ferté David Leslie                  | Jaguar 7.0L V12                    | G     | 220  |
| 35 NU | C1    | 85  | Team Le Mans                          | Takao Wada Anders Olofsson Maurizio Sandro Sala          | Nissan R89C                        | Y     | 182  |
| 35 NU | C1    | 85  | Team Le Mans                          | Takao Wada Anders Olofsson Maurizio Sandro Sala          | Nissan VRH35Z 3.5L Turbo V8        | Y     | 182  |
| 36 NU | C1    | 43  | Richard Lloyd Racing Italya Sport     | Manuel Reuter JJ Lehto James Weaver                      | Porsche 962C GTi                   | G     | 181  |
| 36 NU | C1    | 43  | Richard Lloyd Racing Italya Sport     | Manuel Reuter JJ Lehto James Weaver                      | Porsche Type-935 3.0L Turbo Flat-6 | G     | 181  |
| 37 NU | C2    | 107 | Pierre-Alain Lombardi                 | Pierre-Alain Lombardi Denis Morin Ferdinand de Lesseps   | Spice SE87C                        | G     | 170  |
| 37 NU | C2    | 107 | Pierre-Alain Lombardi                 | Pierre-Alain Lombardi Denis Morin Ferdinand de Lesseps   | Ford Cosworth DFY 3.0L V8          | G     | 170  |
| 38 NU | C2    | 105 | ADA Engineering                       | Ian Harrower John Sheldon Jerry Mahony                   | ADA 02B                            | G     | 164  |
| 38 NU | C2    | 105 | ADA Engineering                       | Ian Harrower John Sheldon Jerry Mahony                   | Ford Cosworth DFL 3.3L V8          | G     | 164  |
| 39 NU | GTP   | 201 | Mazdaspeed Co. Ltd.                   | Volker Weidler Bertrand Gachot Johnny Herbert            | Mazda 787                          | D     | 148  |
| 39 NU | GTP   | 201 | Mazdaspeed Co. Ltd.                   | Volker Weidler Bertrand Gachot Johnny Herbert            | Mazda R26B 2.6L 4-Rotor            | D     | 148  |
| 40 NU | GTP   | 202 | Mazdaspeed Co. Ltd.                   | Stefan Johansson Dave Kennedy Pierre Dieudonné           | Mazda 787                          | D     | 147  |
| 40 NU | GTP   | 202 | Mazdaspeed Co. Ltd.                   | Stefan Johansson Dave Kennedy Pierre Dieudonné           | Mazda R26B 2.6L 4-Rotor            | D     | 147  |
| 41 NU | C1    | 24  | Nissan Motorsports International      | Mark Blundell Julian Bailey Gianfranco Brancatelli       | Nissan R90CK                       | D     | 142  |
| 41 NU | C1    | 24  | Nissan Motorsports International      | Mark Blundell Julian Bailey Gianfranco Brancatelli       | Nissan VRH35Z 3.5L Turbo V8        | D     | 142  |
| 42 NU | GTP   | 230 | MOMO Gebhardt Racing                  | Giampiero Moretti Nick Adams Günther Gebhardt            | Porsche 962C                       | G     | 138  |
| 42 NU | GTP   | 230 | MOMO Gebhardt Racing                  | Giampiero Moretti Nick Adams Günther Gebhardt            | Porsche Type-935 3.0L Turbo Flat-6 | G     | 138  |
| 43 NU | C1    | 26  | Obermaier Racing                      | Jürgen Oppermann Harald Grohs Marc Duez                  | Porsche 962C                       | G     | 140  |
| 43 NU | C1    | 26  | Obermaier Racing                      | Jürgen Oppermann Harald Grohs Marc Duez                  | Porsche Type-935 3.0L Turbo Flat-6 | G     | 140  |
| 44 NU | C1    | 54  | Mussato Action Cars                   | Massimo Monti Fabio Magnani                              | Lancia LC2                         | D     | 86   |
| 44 NU | C1    | 54  | Mussato Action Cars                   | Massimo Monti Fabio Magnani                              | Ferrari 308C 3.0L Turbo V8         | D     | 86   |
| 45 NU | C1    | 37  | Toyota Team TOM’s                     | Aguri Suzuki Johnny Dumfries Roberto Ravaglia            | Toyota 90C-V                       | B     | 64   |
| 45 NU | C1    | 37  | Toyota Team TOM’s                     | Aguri Suzuki Johnny Dumfries Roberto Ravaglia            | Toyota R32V 3.2L Turbo V8          | B     | 64   |
| 46 NU | C1    | 12  | Courage Compétition                   | Bernard Thuner Alain Ianetta Pascal Pessiot              | Cougar C24S                        | G     | 57   |
| 46 NU | C1    | 12  | Courage Compétition                   | Bernard Thuner Alain Ianetta Pascal Pessiot              | Porsche Type-935 3.0L Turbo Flat-6 | G     | 57   |
| 47 NU | C2    | 113 | Etablissements Chereau                | Philippe Farjon Jean Messaoudi                           | Cougar C20S                        | G     | 43   |
| 47 NU | C2    | 113 | Etablissements Chereau                | Philippe Farjon Jean Messaoudi                           | Porsche Type-935 2.8L Turbo Flat-6 | G     | 43   |
| 48 NU | C2    | 106 | Automobiles Louis Descartes           | François Migault Gérard Tremblay Jacques Heuclin         | ALD C289                           | D     | 36   |
| 48 NU | C2    | 106 | Automobiles Louis Descartes           | François Migault Gérard Tremblay Jacques Heuclin         | Ford Cosworth DFL 3.3L V8          | D     | 36   |
| 49 NU | C1    | 25  | Nissan Motorsports International      | Kenny Acheson Martin Donnelly Olivier Grouillard         | Nissan R90CK                       | D     | 0    |
| 49 NU | C1    | 25  | Nissan Motorsports International      | Kenny Acheson Martin Donnelly Olivier Grouillard         | Nissan VRH35Z 3.5L Turbo V8        | D     | 0    |
| NW    | C1    | 8   | Joest Porsche Racing                  | Bob Wollek Jonathan Palmer Philippe Alliot               | Porsche 962C                       | M     | -    |
| NW    | C1    | 8   | Joest Porsche Racing                  | Bob Wollek Jonathan Palmer Philippe Alliot               | Porsche Type-935 3.0L Turbo Flat-6 | M     | -    |